# Стадлер, Сергей Валентинович
Серге́й Валенти́нович Ста́длер (род. 20 мая 1962, Ленинград, СССР) — советский и российский скрипач-виртуоз, дирижёр, педагог. В настоящий момент является главным дирижёром и художественным руководителем Симфонического оркестра Санкт-Петербурга; народный артист РФ (1999), лауреат премии Ленинского комсомола (1984).

## Биография

### Детство и начало карьеры
Сергей Стадлер родился 20 мая 1962 года в Ленинграде. Заниматься музыкой начал с 5 лет. Игре на рояле учила мать, пианистка, концертмейстер Санкт-Петербургской консерватории Маргарита Панкова. Игре на скрипке вначале обучался под руководством отца, альтиста оркестра Санкт-Петербургской Филармонии Валентина Стадлера.
Окончил Специальную музыкальную школу при Ленинградской консерватории. Затем поступил в Ленинградскую консерваторию и окончил ее экстерном за три с половиной года – в связи с плотным концертным и гастрольным графиком. Следующим этапом образования стала аспирантура Московской консерватории, после окончания которой Сергей Стадлер начал преподавать скрипичное искусство в Санкт-Петербургской консерватории. Учился у Б.А. Сергеева, М.И. Ваймана, Б.Л. Гутникова, Л.Б. Когана, В.В. Третьякова, занимался у Д.Ф. Ойстраха.

### Мировая известность
В 1985 году к 300-летию Баха играл все сонаты и партиты в Церкви Св. Фомы в Лейпциге. За этим последовало турне в Японии: сонаты и партиты Баха и «24 каприса» Паганини. В 1986 году в Германии получил приз за лучшую критику года. В этот период играл 130-150 концертов в год.
Выступал в музыкальной паузе телепередачи «Что? Где? Когда?» от 11 апреля 1986 года.
В 1987 году Сергей Стадлер стал одним из первых иностранных солистов, после долгого перерыва приехавший на гастроли в Китай. Были сыграны концерты в Пекине и Шанхае.
В январе 1988 года состоялось первое выступление музыканта с оркестром без дирижёра. Причиной послужило печальное событие – за два дня до концерта умер маэстро Е. Мравинский. Однако состоявшийся тогда в Ленинградской филармонии концерт положил начало целой череде реализованных позднее успешных проектов Сергея Стадлера с оркестром без дирижёра.
В начале 1990-х годов музыкант сыграл с Российским национальным оркестром все скрипичные сочинения Моцарта в Москве и записал концерты Моцарта в Санкт-Петербурге с ЗКР Санкт-Петербургской филармонии.

### Скрипка Паганини
Особым событием в жизни музыканта стал приезд скрипки Никколо Паганини в Санкт-Петербург в 1995 году. Сергей Стадлер стал не только организатором двухдневного фестиваля «Скрипка Паганини в Эрмитаже», прошедшего при поддержке правительств Санкт-Петербурга и Генуи и спонсируемого модным домом Trussardi, но и первым исполнителем, удостоенным чести играть на скрипке «Il Cannone» Гварнери дель Джезу в открытых концертах, после чего был назван академиком Лихачёвым «Русским Паганини».
Во второй раз скрипка приехала в Северную столицу в 2003 году. Событие и концерт в Санкт-Петербургской Филармонии, на котором Сергей Стадлер вновь играл на инструменте легендарного итальянского скрипача, были приурочены к 300-летнему юбилею города на Неве.

### Мэтр отечественной и мировой классики
С 1995 года и по сей день Сергей Стадлер проводит ежегодные новогодние концерты в Концертном зале им. П.И. Чайковского в Москве. С 1997 года организуются циклы концертов «Музыка в залах Эрмитажа» в знаменитом музее Петербурга – музыка в исполнении маэстро звучит в Георгиевском, Гербовом, Рыцарском, Павильонном, Александровском, Концертном и др. знаковых залах Зимнего дворца. Ряд оперных постановок был сделан специально для Эрмитажного театра.
С 1998 года, по приглашению основателя и директора Леонида Новоселицкого, в течение 10 лет был художественным руководителем Международного музыкального фестиваля в Перми. С 1998 по 2001 год был Главным дирижером театра Санкт-Петербургской консерватории. В 2001 г. вместе с сестрой Юлией Стадлер в Москве, Санкт-Петербурге, городах России и Европы играл марафон-концерт «10 сонат Бетховена в один вечер».
Знаковые концерты были сыграны в те же годы в Париже: бенефис-концерты Баха, Бетховена и Брамса, концерт Чайковского с Е. Светлановым. Камерные произведения Бетховена с В. Заваллишем в замках Германии. Испанская музыка в Музее Прадо в Мадриде с Г. Опитцем. В 2008 г. – концерты Баха и «Реквием» Моцарта на Башне царя Давида в Иерусалиме.
Под управлением Сергея Стадлера в России впервые звучат «Диббук» Л. Бернстайна, симфония «Турангалила» О. Мессиана, оперы «Троянцы» Г. Берлиоза, «Иван Грозный» Ж. Бизе, «Петр I» А. Гретри. Музыкант нередко становится первым исполнителем музыки современных композиторов. Среди них: концерт №2 Б. Тищенко, концерт и сонаты, а также монодия «По прочтении Еврипида» для скрипки соло С. Слонимского, Эхо-соната для скрипки соло Р. Щедрина и т.д.

### Симфонический оркестр Санкт-Петербурга
В настоящее время является художественным руководителем и главным дирижером Симфонического оркестра Санкт-Петербурга. Симфонический оркестр Санкт-Петербурга был создан по инициативе Сергея Стадлера в 2013 году. К настоящему моменту, это один из лучших оркестров Северной столицы, сыгравший около 500 концертов в России и за рубежом. Оркестр регулярно выступает в Санкт-Петербургской и Московской Филармониях, Эрмитажном и Александринском театре, Государственной академической Капелле Санкт-Петербурга, Большом и Малом залах Московской консерватории.
Среди концертных циклов для скрипки с оркестром без дирижера: пять концертов Моцарта, все сочинения для скрипки с оркестром Бетховена и Чайковского. Также среди проектов: Паганиниана, Испанская скрипка, Мадьярская скрипка, Французская виртуозная скрипичная музыка, Венявский и польское скрипичное искусство, Чайковский и российская скрипичная традиция, Оффенбах-гала. Кроме того, коллектив запомнился такими оперными постановками как Тангейзер Р. Вагнера, Турандот, Тоска и Манон Леско Д. Пуччини, Трубадур Д. Верди, Летучая мышь И. Штрауса, Свадьба Фигаро В.А. Моцарта и пр. Визитной карточкой оркестра стали марафоны, которые проводятся ежегодно с момента создания коллектива. За один вечер были сыграны: шесть симфоний Чайковского (2014), все симфонии Брамса (2015), в период с весны по осень 2016 года – все симфонии Моцарта, а в рамках завершающего марафона – 12 самых знаковых (2016); все симфонии Бетховена (2017), за которые оркестр попал в Книгу рекордов России как «самый продолжительный филармонический концерт с программой из произведений одного автора в исполнении одного симфонического оркестра под руководством одного дирижера»; все симфонические поэмы Листа (2018); все симфонии Шуберта (2020), 12 Лондонских симфоний Гайдна (2021). 

### Преподавательская деятельность и наставничество
С 2007 года маэстро преподаёт в Московской консерватории. С 2008 по 2011 год являлся ректором Санкт-Петербургской консерватории. С 2018 года возглавляет образовательную программу «Инструментальное исполнительство на скрипке» в Санкт-Петербургском государственном университете.
Ведет мастер-классы в России, США, Германии, Норвегии, Польше, Израиле, Финляндии, Испании, Франции, Италии, Сингапуре, Китае, Португалии и других странах.
Почётный профессор Пекинской и Киевской консерваторий. Почетный советник Китайско-российской ассоциации по исследования стратегии «Один пояс и один путь».

### Общественная позиция
В марте 2014 года Стадлер поддержал аннексию Крыма, подписал письмо президенту России Владимиру Путину в поддержку аннексии

## Творчество

#### Залы
Мюзикферайн (Вена), Ла Скала (Милан), Роял-фестивал холл (Лондон), Зал Плейель (Париж), Берлинская филармония, Альте-Опер (Франкфурт), Геркулес-зал (Мюнхен), Земпер-опера (Дрезден), Концертгебау (Амстердам), Театро-Реал (Мадрид), Тонхалле (Цюрих), Дворец музыки (Барселона), Мегаро (Афины), Рудольфинум (Прага), Сантори-Холл (Токио) и пр.

#### Музыкальные фестивали
Зальцбург, Вена, Бонн, Хельсинки, Стамбул, Афины, Иерусалим, Бостон, Брегенц, Праги, Майорка, Сполетто, Ставангер, Прованс и пр.

#### Дирижеры
В. Ашкенази, В. Заваллиш, К. Мазур, М. Янсонс, Е. Светланов, Г. Рождественский, Ю. Темирканов, В. Гергиев, Ф. Вельзер-Мост, В. Федосеев, Ф. Луизи, М. Плетнев, У. Стейнберг, С.Бычков, Б. де Бийи, М. Яновский, С. Сондецкис, В. Нойман, Л. Гарделли и др.

#### Ансамбли
Х. Шифф, В. Третьяков, Л. Исакадзе, Ю. Рахлин, Ю. Башмет, Н. Гутман, А. Князев, Т. Мёрк, Д. Герингас, П. Цукерман, Н. Цнайдер, Д. Ситковецкий, Л. Кавакос, А. Рудин, Ф. Хельмерсон, Б. Пергаменщиков, Г. Ривиниус, Р. Киршбаум, А. Менезес, П. Донохоу, Ж.-И. Тибоде, В. Заваллиш, Е. Кисин, Г. Опитц, Д. Мацуев, М. Дальберто, Б. Березовский, Д. Алексеев, Ю. Лагершпец, Ф. Готлиб, много играет с сестрой Ю. Стадлер.

#### Творческие проекты
С актерами: О. Табаков, К. Лавров, С. Юрский, А. Абдулов, И. Дмитриев, О. Остроумова и др.
С певцами: А. Нетребко, О. Бородина, Ш. Штудер и др.
С артистами балета: Д. Вишнева, У. Лопаткина, Н. Павлова, Н. Ананиашвили, И. Лиепа, Ф. Рузиматов, Н. Цискаридзе, А. Фадеечев и др.

#### Выступления с оркестрами
Государственный оркестр им. Е. Светланова, Российский национальный оркестр, Большой симфонический оркестр имени П.И. Чайковского, оркестры Мариинского и Большого театров, оркестр Московской филармонии, ЗКР Санкт-Петербургской филармонии, оркестры Лондонской и Чешской филармонии, Венский симфоническим оркестром, оркестры «Де Пари», Националь де Франс, Гевандхауз (Лейпциг), Штаадскапелла (Дрезден), Токийская филармония, оркестры Мельбурна, Иерусалима, Торонто, Хельсинки, Романской Швейцарии.
Являлся главным дирижёром Симфонического оркестра России, Театра оперы и балета Петербургской консерватории и Екатеринбургского театра оперы и балета. В настоящее время – художественный руководитель и главный дирижер Симфонического оркестра Санкт-Петербурга.

## Семья
Отец — Валентин Раймундович Стадлер (1931-2020), был альтистом Заслуженного коллектива России Академического симфонического оркестра Санкт-Петербургской Филармонии и профессором по классу альта Санкт-Петербургского музыкального училища имени Н. А. Римского-Корсакова.
Мать — Маргарита Панкова, пианистка.
Сестра — Юлия Стадлер, пианистка.
Первая жена  — Илзе Лиепа (род. 1963), артистка балета, народная артистка РФ (2002).
Вторая жена — Екатерина Стадлер, в браке родилась дочь Мария.

## Награды

### Ордена
- Орден «За заслуги в культуре и искусстве» (6 сентября 2024 года) — за вклад в развитие культуры и искусства, многолетнюю плодотворную деятельность[3]

### Звания
- Народный артист РФ (8 января 1999 года) — за большие заслуги в области искусства[1]
- Заслуженный артист РСФСР (1987)

### Премии
- Премия Правительства Санкт-Петербурга (2014)
- Премия Ленинского комсомола (1984)

### Лауреатмеждународных конкурсов
- «Концертино Прага» (1976), I премия
- Конкурс им. М. Лонг — Ж. Тибо, Париж, 1979, II Гран-при и Специальный приз за лучшее исполнение французской музыки
- Конкурс им. Я. Сибелиуса, Хельсинки, 1980, II премия и Специальный приз публики
- Конкурс им. П. И. Чайковского, Москва, 1982, I премия и Золотая медаль

### Прочие награды
- Почётный знак «За особый вклад в развитие Санкт-Петербурга» (4 декабря 2024 года) — за особые заслуги перед Санкт-Петербургом в профессиональной или общественной деятельности[4].
- Благодарность Законодательного Собрания Санкт-Петербурга (17 мая 2017 года) — за выдающиеся личные заслуги в развитии культуры и искусства в Санкт-Петербурге, многолетнюю добросовестную профессиональную и творческую деятельность, а также в связи с 55-летием со дня рождения[5]